# Steuerbezirk St. Georgen am Längsee
Der Steuerbezirk St. Georgen am Längsee war in der ersten Hälfte des 19. Jahrhunderts einer der 89 Bezirke der Provinz Kärnten. Er umfasste nur eine Steuergemeinde in ihren damaligen Grenzen: 
- Katastralgemeinde St. Georgen am Längsee

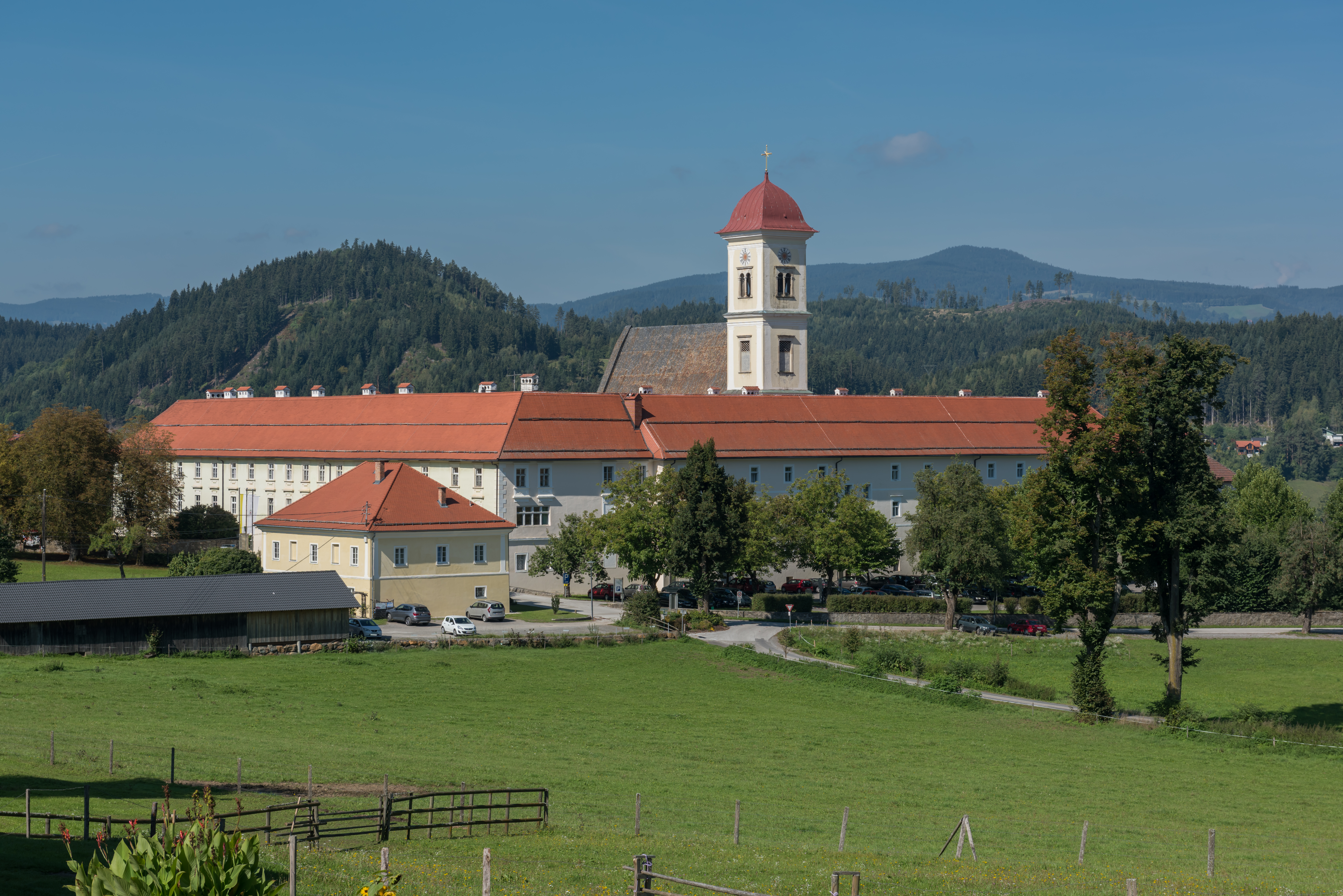
Stift St. Georgen

Der Bezirk umfasste eine Fläche von 921 Joch, das entspricht etwa 5 km². Von St. Georgen am Längsee aus wurden auch die Steuerbezirke Hardegg, Rosenbichl und Treibach verwaltet. Im Jahr 1846 hatten diese vier Bezirke insgesamt 1324 Einwohner.
Im Zuge der Reformen nach der Revolution von 1848/49 wurden die Steuerbezirke aufgelöst. Die bis dahin dem Steuerbezirk St. Georgen am Längsee zugehörige Katastralgemeinde wurde dann der neu errichteten politischen Gemeinde St. Georgen am Längsee zugeteilt, zu der sie bis heute gehört.